# Jinotega (departament)
Jinotega – jeden z 15 departamentów Nikaragui, położony w północnej części kraju, przy granicy z Hondurasem. Największy pod względem powierzchni departament Nikaragui (większe powierzchniowo są jedynie dwa regiony autonomiczne). Ośrodkiem administracyjnym jest miasto Jinotega (30,8 tys. mieszk.). Departament Jinotega jest słabo zaludniony, zwłaszcza jego północna część.

## Gminy (municipios)
1. El Cuá-Bocay
2. Jinotega
3. La Concordia
4. San Rafael del Norte
5. San Sebastián de Yalí
6. Santa María de Pantasma
7. Wiwilí